# Denjirō Ōkōchi
Denjirō Ōkōchi (大河内傳次郎 Ōkōchi Denjirō?, n. 5 februarie 1898, Iwaya⁠(d), Prefectura Fukuoka, Japonia – d. 18 iulie 1962, Ōkōchi Sansō⁠(d), Prefectura Kyoto, Japonia) a fost un actor de film japonez, celebru pentru aparițiile în filmele jidaigeki regizate de cei mai mari cineaști japonezi ai vremii.

## Biografie
S-a născut în 1898 în prefectura Fukuoka și a primit numele Masuo Ōbe.
Ōkōchi a fost angajat la teatrul Shinkokugeki (Noul Teatru Național), unde l-a avut ca mentor pe Shōjirō Sawada (cunoscut ca Sawasho). Sawada fondase în 1917 această școală nouă de teatru popular care a avut un impact cultural major la începutul anilor 1920. Shinkokugeki era cunoscut pentru reprezentarea pieselor jidaigeki (piese dramatice cu tematică istorică), mai ales pentru spectacolele de scrimă (kengeki) sau luptele realiste cu săbii (tate).
Cu o astfel de pregătire actoricească, Ōkōchi a fost distribuit în filmele realizate de studioul Nikkatsu începând din 1925 și a ajuns faimos în filmele chanbara (filme cu samurai) - un subgen al filmelor istorice jidaigeki – interpretând personaje ca Chūji Kunisada și Sazen Tange. La apogeul său, era o vedetă a filmelor jidaigeki, alături de Tsumasaburō Bandō și Chiezō Kataoka. În 1937 s-a transferat la compania J.O. Studios, care a fuzionat apoi cu Toho, și a devenit una din principalele vedete ale acestui studio. În timpul celui de-al Doilea Război Mondial a apărut în câteva filme de război. A rămas una din vedetele companiei Toho, dar puține din filmele în care a jucat (cu excepția celor realizate de Akira Kurosawa) au fost vizionate în afara Japoniei. Potrivit istoricului Stuart Galbraith IV, Denjirō Ōkōchi era „un actor inexpresiv” care nu a impresionat în rolul Shogoro Yano din Zoku Sugata Sanshirō (1945), dar, cu toate acestea, a interpretat excelent rolul Benkei din Tora no o o fumu otokotachi (1945), exprimând subtil trăirile interioare ale acestui samurai inteligent.
Denjirō Ōkōchi a jucat în aproape 300 de filme între 1925 și 1961, sub îndrumarea regizorilor  Akira Kurosawa, Daisuke Itō, Sadao Yamanaka, Teinosuke Kinugasa, Hiroshi Inagaki și Masahiro Makino.
Ōkōchi a încetat să mai joace în filme în 1961 și a murit un an mai târziu, pe 18 iulie 1962.

## Moștenire
Casa și grădina sa din Arashiyama, Kyoto, numite Ōkōchi Sansō, sunt încă păstrare și deschise publicului vizitator.

## Filmografie selectivă

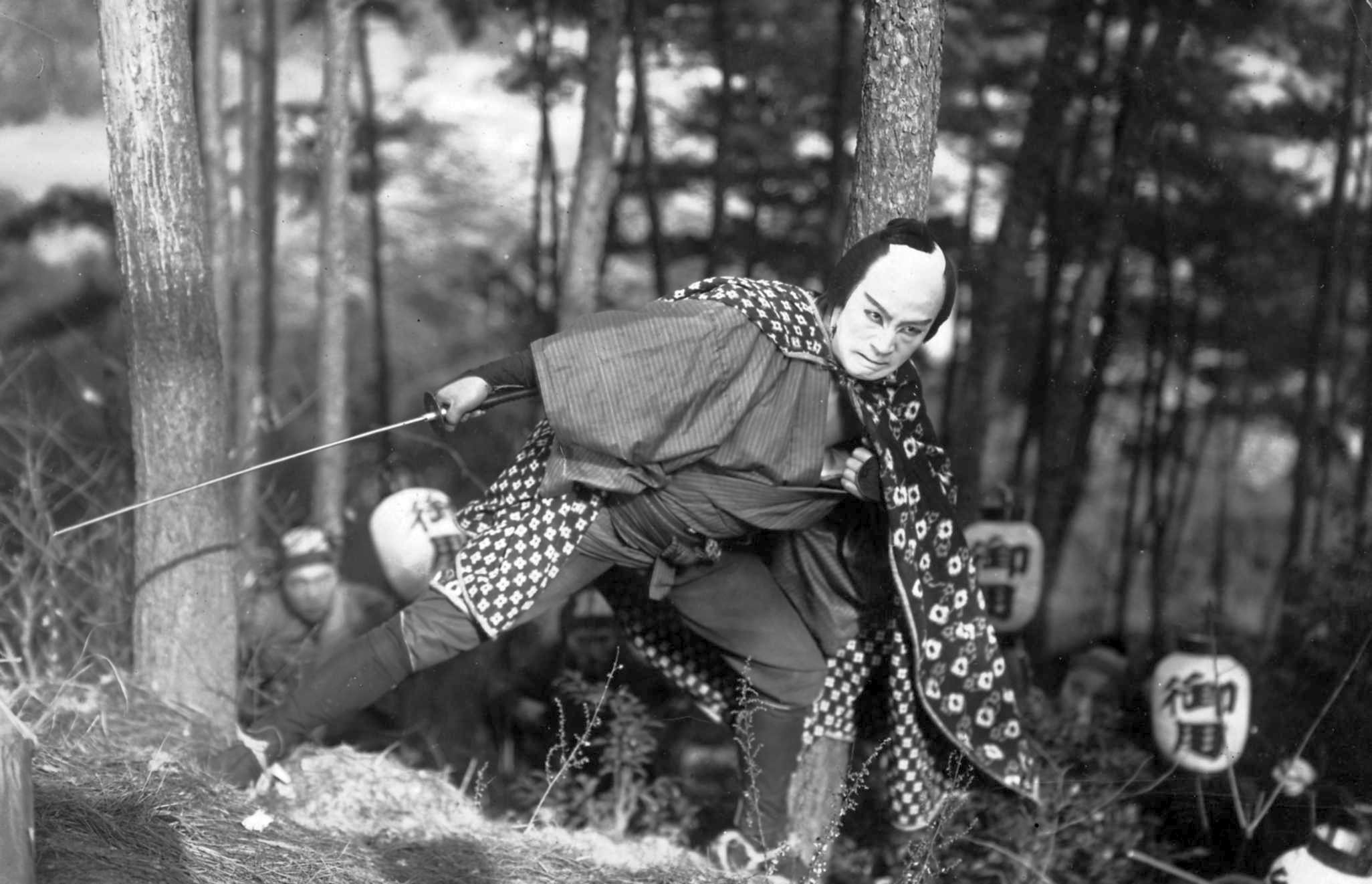
Denjirō Ōkōchi în Jurnalul de călătorie al lui Chuji (1927).

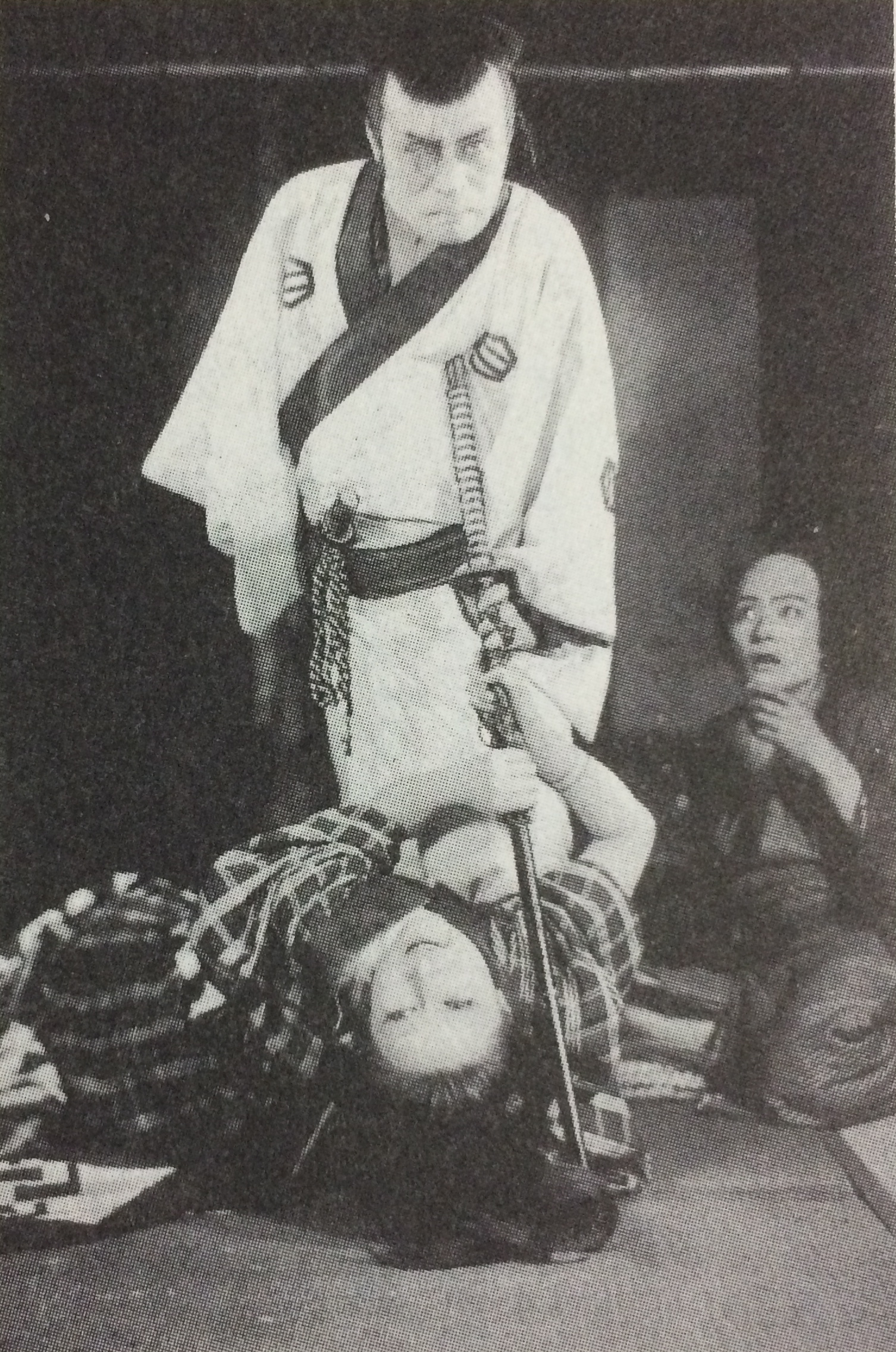
Denjirō Ōkōchi în rolul Tange Sazen (1928).

- 1926: Un grand regret (長恨 Chōkon?), regizat de Daisuke Itō - Kazuma Iki
- 1927: Le Journal de voyage de Chuji (忠次旅日記 Chūji tabi nikki?), regizat de Daisuke Itō - Kunisada Chūji
- 1931: Le Chevalier voleur (御誂治郎吉格子 Oatsurae Jirokichi Koshi?), regizat de Daisuke Itō - Jirokichi
- 1931: Le Champion de la vengeance (仇討選手 Adauchi senshu?), regizat de Tomu Uchida
- 1935: Le Pot d'un million de ryō (丹下左膳余話 百萬両の壺 Tange Sazen yowa: Hyakuman ryō no tsubo?), regizat de Sadao Yamanaka - Tange Sazen
- 1935: Mille ryos de cailloux (千両礫 Senryō tsubute?), regizat de Hiroshi Inagaki
- 1938: La Légende du géant (巨人伝 Kyojin-den?), adaptare a romanului  Mizerabilii, regizat de Mansaku Itami - Sanpei / Onuma / Sankichi
- 1943: La Légende du grand judo (姿三四郎 Sugata Sanshirō?), regizat de Akira Kurosawa - Shogoro Yano[8]
- 1944: L’Escadrille des faucons de Katō (加藤隼戦闘隊 Katō hayabusa sentō-tai?), regizat de Kajirō Yamamoto
- 1945: La Nouvelle Légende du grand judo (續姿三四郎 Zoku Sugata Sanshirō?), regizat de Akira Kurosawa - Shogoro Yano[9]
- 1945: Les Hommes qui marchèrent sur la queue du tigre (虎の尾を踏む男達 Tora no o o fumu otokotachi?), regizat de Akira Kurosawa - Benkei[10]
- 1946: Je ne regrette pas ma jeunesse (わが青春に悔なし Waga seishun ni kuinashi?), regizat de Akira Kurosawa - profesorul Yagihara, tatăl lui Yukie[11]
- 1948: Une image vivante (生きている画像 Ikiteiru gazō?), regizat de Yasuki Chiba[12]
- 1951: Le Roman de Genji (源氏物語 Genji monogatari?), regizat de Kōzaburō Yoshimura - Takuma Nyudo
- 1954: La Princesse Sen (千姫 Sen-hime?), regizat de Keigo Kimura - Ieyasu Tokugawa
- 1960: Shinran (親鸞?), regizat de Tomotaka Tasaka - Jien
- 1961: Akō rōshi (赤穂浪士?), regizat de Sadatsugu Matsuda - Sakon Tachibana

## Legături externe
- Denjirō Ōkōchi la Internet Movie Database
- Ōkōchi Denjirō pe Japanese Movie Database